# Warstwa (geologia)

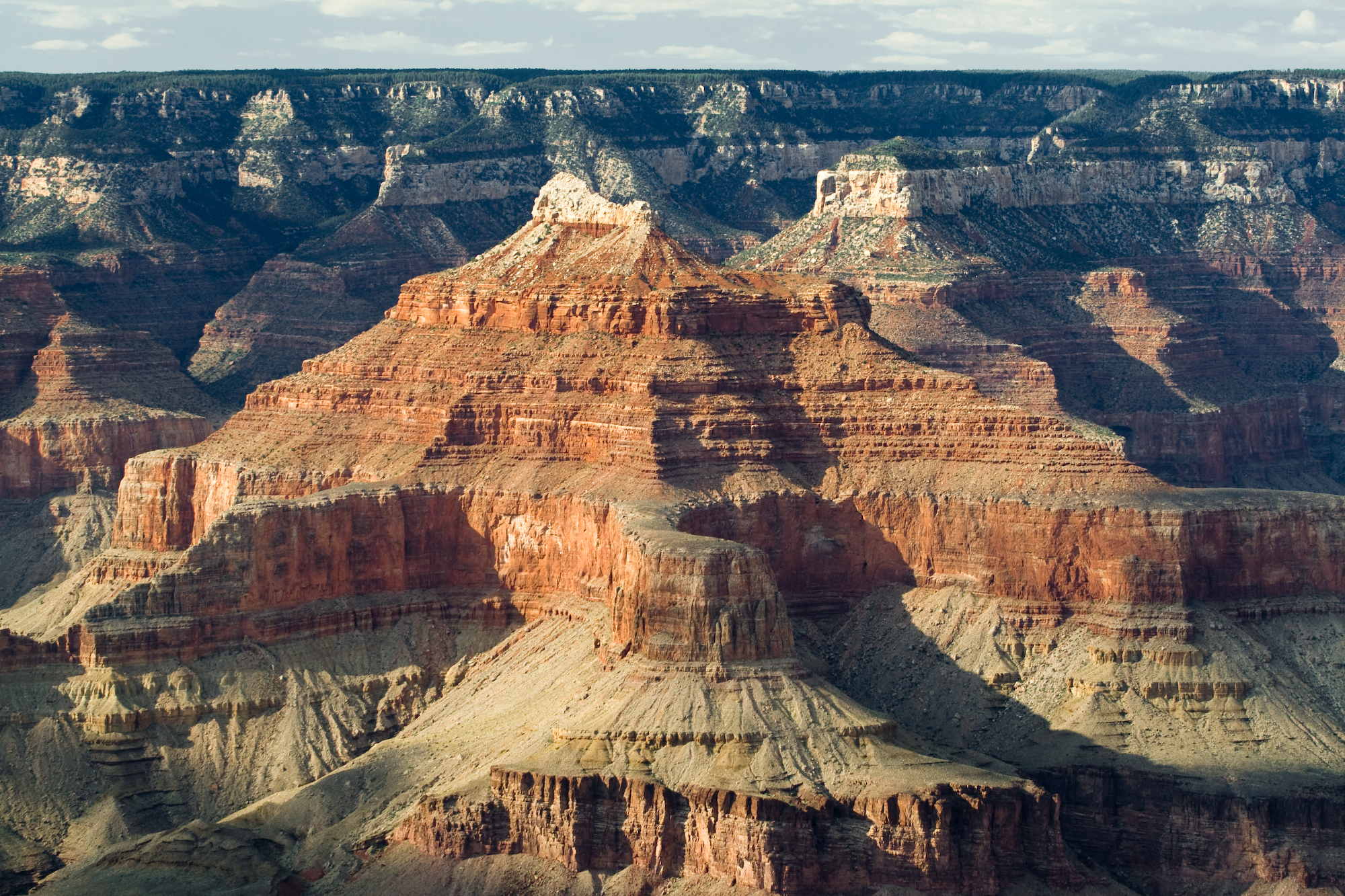
Grand Canyon, Arizona, USA. Widoczne warstwy i ławice skał osadowych

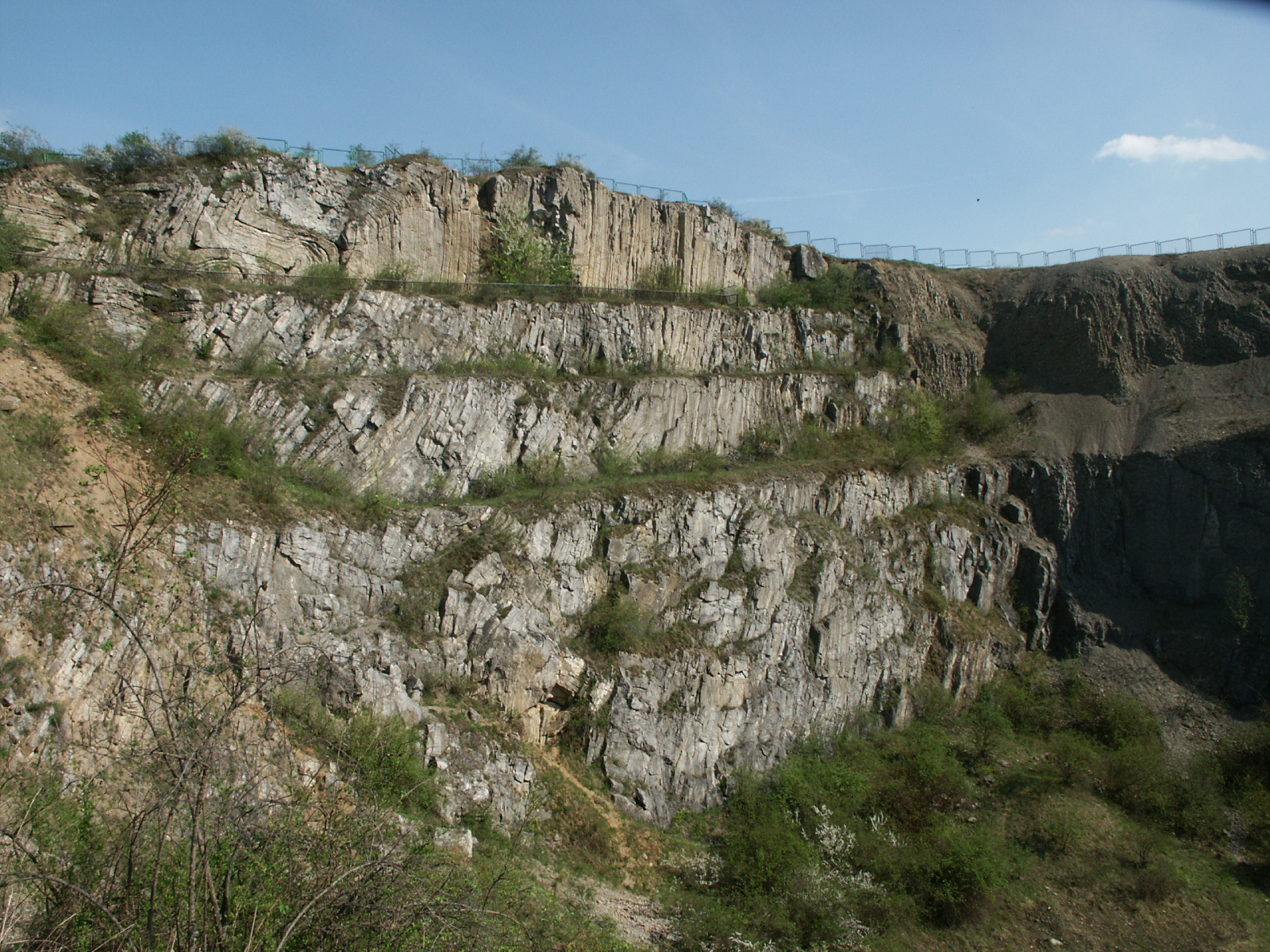
Skomplikowane fałdowanie warstw w rezerwacie przyrody Ślichowice (Kielce)

Warstwa – w geologii jedna z podstawowych części ośrodka skalnego skał osadowych (osadów).
Cechą charakterystyczną warstwy jest stosunkowo niewielka, w przybliżeniu jednakowa miąższość i duża rozciągłość. Warstwa jest ograniczona od dołu i od góry mniej więcej równoległymi płaszczyznami (spągiem i stropem warstwy), które stanowią wyraźne granice. Granice te mogą być ostre lub stopniowe i wynikają ze zmiany cech skały, np. tekstury, struktury lub są powierzchniami nieciągłości.
W sedymentologii warstwa jest jednostką warstwowania i może się składać z kilku lub więcej mniejszych warstw (lub lamin) i stanowić część ławicy.